# Aliança das Igrejas Cristãs Nova Vida
A Aliança das Igrejas Cristãs Nova Vida (AICNV), também conhecida simplesmente como Igreja Cristã Nova Vida (ICNV) é uma denominação protestante, de orientação pentecostal reformada ou reformada. Foi fundada em 1960, pelo bispo Robert McAlister. Desde a morte do seu fundador, a denominação é presidida pelo bispo primaz Walter McAlister.

## História

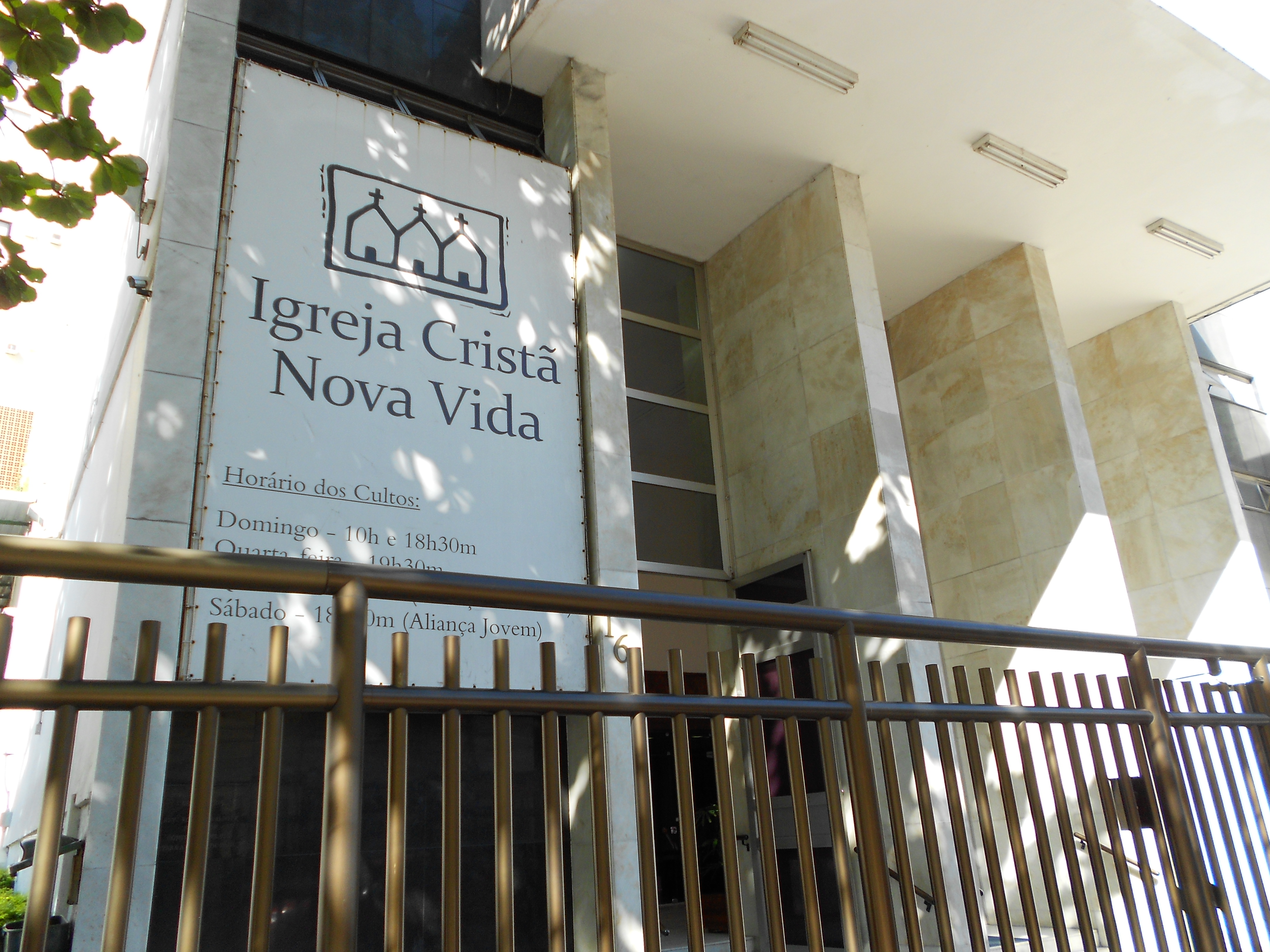
Uma igreja local da denominação.

A AICNV foi fundada em 1960, pelo bispo Robert McAlister. Na época, as transmissões de rádio eram o principal meio de difusão da doutrina da denominação.
O primeiro nome da denominação eram Igreja Pentecostal de Nova Vida. Todavia, em 2008, o colégio que bispos da denominação deliberou que passaria a se chamar Igreja Cristã Nova Vida, devido a nova orientação pentecostal reformada e para evitar associações ao Neopentecostalismo, rejeitado pela denominação.
Em 2006 foi fundado o Instituto Bispo Roberto McAlister de Estudos Cristãos, para formação de pastores da denominação.

## Doutrina
Igreja Cristã Nova Vida confessa as doutrinas comuns do Cristianismo, Protestantismo, bem como doutrinas específicas das igrejas reformadas, tais como: Trindade; Diofisismo; Predestinação; Graça Comum; Divina Providência; Queda e Pecado original; Depravação Total; Vocação eficaz; Expiação eficaz; Eleição Incondicional; Perseverança dos santos e Justificação pela fé e dois sacramentos (Batismo e Eucaristia).
As principais diferenças da Igreja Cristã Nova Vida (ICNV) para outras igrejas reformadas são:
a)  A ICNV adota o sistema de governo episcopal (enquanto as igrejas reformadas costumam adotar o sistema presbiteriano ou congregacional); 
b) a ICNV afirma o continuacionismo (enquanto a maior parte das igrejas reformadas afirma o cessacionismo; e
c) a ICNV afirma o credobatismo (enquanto as igrejas reformadas são pedobatistas).
Sendo assim, teologicamente, a denominação está mais próxima das igrejas batistas reformadas (que professam o credobatismo e permitem o continuacionismo) do que das igrejas presbiterianas, reformadas continentais ou congregacionais. Ainda assim, a ICNV se distingue dos batistas reformados no que se refere ao sistema de governo adotado, já que os batistas adotam o congregacionalismo. 
A ICNV se descreve como pentecostal reformada. Todavia, não crê no batismo com o Espírito Santo como evento distinto da conversão. Esse é considerado um dos distintivos da Teologia Pentecostal. Por isso, alguns autores já não consideram adequado classificar a denominação como parte do Pentecostalismo.

## Demografia
Em 2010, segundo estimativas do Instituto Brasileiro de Geografia e Estatística, a denominação tinha 90.568 membros, sendo considerada a 24ª maior denominação protestante do país. Todavia, no mesmo ano, 64.457 deles residiam no Rio de Janeiro, concentrando 71,16% dos membros da denominação. Outros 4.581 membros (5,05%) residiam no Estado de São Paulo e 4.842 membros (5,34%) residiam em Minas Gerais. Logo, mais de 81% dos membros residiam apenas nestes três estados.